# Knodus breviceps
Knodus breviceps är en fiskart som först beskrevs av Eigenmann, 1908.  Knodus breviceps ingår i släktet Knodus och familjen Characidae. Inga underarter finns listade i Catalogue of Life.